# Cały ten yass!
Cały ten yass! – składanka dołączona do grudniowego numeru magazynu Jazz Forum w 1997 roku. Album zawierał utwory wykonawców związanych ze sceną yassową.

## Spis utworów
1. Trytony „Nieudany Black Sabbath pod wodą”
2. Kury „I Feel Fine”
3. Łoskot „Brązowy medal”
4. Masło „Zbigniew Gadocha rozmawia z party line”
5. Mazzoll & Arhythmic Perfection „Uszy królika”
6. Miłość „Etno (Spring Version)”
7. Tymon i Trupy „Kurwa, o co chodzi?!”
8. Tele-Echo „Leg Van Dyck”
9. Arhythmic Brain „Związki pokoleniowe”
10. Maestro Trytony „Geometria kwadratów – Minotaurus”
11. Paralaksa „Zabawy w Jordanku”
12. 4 Syfon „Utwór 2”
13. Ścianka „Struktura Nr 2”
14. Voice of the Black Hole „Bal u baronowej”
15. NRD „Dżes Forum”